# Cantone di Cléguérec
Il Cantone di Cléguérec era una divisione amministrativa dell'arrondissement di Pontivy.
È stato soppresso a seguito della riforma complessiva dei cantoni del 2014, che è entrata in vigore con le elezioni dipartimentali del 2015.
Comprendeva i comuni di:
- Cléguérec
- Kergrist
- Malguénac
- Neulliac
- Saint-Aignan
- Sainte-Brigitte
- Séglien
- Silfiac